# Stony Creek Mills
Stony Creek Mills es un lugar designado por el censo ubicado en el condado de Berks en el estado estadounidense de Pensilvania. En el Censo de 2010 tenía una población de 1045 habitantes y una densidad poblacional de 686,18 personas por km².

## Geografía
Stony Creek Mills se encuentra ubicado en las coordenadas 40°20′58″N 75°51′52″O / 40.34944, -75.86444. Según la Oficina del Censo de los Estados Unidos, Stony Creek Mills tiene una superficie total de 1.52 km², de la cual 1.52 km² corresponden a tierra firme y (0%) 0 km² es agua.

## Demografía
Según el censo de 2010, había 1045 personas residiendo en Stony Creek Mills. La densidad de población era de 686,18 hab./km². De los 1045 habitantes, Stony Creek Mills estaba compuesto por el 93.01% blancos, el 1.05% eran afroamericanos, el 0.38% eran amerindios, el 0% eran asiáticos, el 0% eran isleños del Pacífico, el 3.35% eran de otras razas y el 3.16% pertenecían a dos o más razas. Del total de la población el 9.47% eran hispanos o latinos de cualquier raza.